# 태풍 오키드 (1980년)
태풍 오키드(ORCHID)는 1980년 9월에 발생한 태풍 제13호이다.

## 개요
태풍 오키드는 9월 7일에 괌 북북서쪽에서 발생했다. 태풍은 북상하여 9월 11일 일본 규슈에 상륙했다. 이후 태풍 은 규슈를 빠져나와 동해에 진출했다.
일본이 태풍의 영향을 받을 무렵 일본의 남쪽 해상에 전선이 정체되어 있던 적도 있고, 일본에서는 10일부터 11일까지 전국적으로 비가 내리고 바람이 불었다. 일본에서는 이 태풍에 의해 11명의 사망자와 행방 불명자가 나왔고,  67명의 부상자가 나왔다.
태풍의 직접적인 영향권에 들어갔던 대한민국 영남 지방 및 울릉도 등지에서는 호우와 강풍이, 태풍의 중심에 가까웠던 울릉도에서는 최대순간풍속 42.3m/s의 기록적인 강풍이 관측되었다. 대한민국에서도 태풍에 의한 큰 피해가 발생하고, 30명의 사망자·행방 불명자가 나왔다. 또한 태풍에 의한 어선의 침몰 등도 발생했다.
또한, 같은 해 8월 하순에도 대한민국에서는 태풍 노리스 (NORRIS / 태풍12호)의 영향으로 10명의 사망자·행방 불명자가 나왔다.

## 주요 관측값

### 최저해면기압
- 울릉도 981.1hPa
- 진주 985.7hPa
- 부산 986.1hPa
- 울산 987.2hPa
- 통영 987.5hPa

### 최대풍속
- 울릉도 25.7m/s
- 목포 19.5m/s
- 여수 19.2m/s
- 울진 15.7m/s
- 부산 15.7m/s

### 최대순간풍속
- 울릉도 42.3m/s
- 여수 28.0m/s
- 부산 25.3m/s
- 울진 24.3m/s
- 울산 24.0m/s

### 일최다강수량
- 거제 176.7mm
- 포항 156.9mm
- 영천 147.9mm
- 밀양 138.8mm
- 울산 123.2mm
- 통영 115.6mm

### 총 강수량 (9월 10~11일)
- 거제 244.7mm
- 포항 222.3mm
- 영천 209.7mm
- 울산 197.4mm
- 밀양 186.1mm
- 부산 174.0mm

## 같이 보기
- 1980년 태풍